# Richmond Kickers
El Richmond Kickers es un club de fútbol de los Estados Unidos de la ciudad de Richmond en el estado de Virginia. Fue fundado en 1993 y juega en la USL League One estadounidense.

## Uniforme
- Uniforme titular: Camiseta roja, pantalón rojo, medias rojas.
- Uniforme alternativo: Camiseta blanca, pantalón rojo, medias rojas.

## Entrenadores
- Bobby Lennon (1993)
- John Kerr, Sr. (1994)
- Dennis Viollet (1995-1996)
- Frank Kohlenstein (1997)
- Colin Clarke (1998-1999)
- Leigh Cowlishaw (2000-presente)

## Palmarés

### Torneos nacionales
- USL Second Division (1): 2009.
- USL Second Division (1): 2006.
- USISL Premier League (1): 1995.
- Lamar Hunt U.S. Open Cup (1): 1995.

## Temporadas en la USL League One
| Temporada | USL League One | USL League One | USL League One | USL League One | USL League One | USL League One | USL League One | USL League One | Playoffs         | US Open Cup   | Goleador          | Goleador | Goleador |
| Temporada | PJ             | G              | E              | P              | GF             | GC             | Pts            | Posición       | Playoffs         | US Open Cup   | Jugador           | Goles    |          |
| --------- | -------------- | -------------- | -------------- | -------------- | -------------- | -------------- | -------------- | -------------- | ---------------- | ------------- | ----------------- | -------- | -------- |
| 2019      | 28             | 9              | 5              | 14             | 26             | 35             | 32             | 9º             | No calificó      | Segunda ronda | ?                 | ?        |          |
| 2020      | 16             | 8              | 2              | 6              | 22             | 23             | 26             | 4º             | No calificó      | No hubo       | Emiliano Terzaghi | 10       |          |
| 2021      | 28             | 11             | 7              | 10             | 35             | 36             | 40             | 5º             | Cuartos de final | No hubo       | Emiliano Terzaghi | 18       |          |